# Avesnes (districte de Montreuil)
Avesnes és un municipi francès a l’arrondissement de Montreuil (departament de Pas de Calais, regió dels Alts de França). L'any 2007 tenia 35 habitants.

## Demografia

### Població
El 2007 la població de fet d'Avesnes era de 35 persones. Hi havia 12 famílies de les quals 8 eren unipersonals (4 homes vivint sols i 4 dones vivint soles) i 4 parelles amb fills.
La població ha evolucionat segons el següent gràfic:

### Habitatges
El 2007 hi havia 20 habitatges, 16 eren l'habitatge principal de la família, 3 eren segones residències i 1 estava desocupat. Tots els 19 habitatges eren cases. Dels 16 habitatges principals, 13 estaven ocupats pels seus propietaris i 3 estaven llogats i ocupats pels llogaters; 1 tenia dues cambres, 6 en tenien tres, 2 en tenien quatre i 7 en tenien cinc o més. 13 habitatges disposaven pel capbaix d'una plaça de pàrquing. A 8 habitatges hi havia un automòbil i a 6 n'hi havia dos o més.

### Piràmide de població
La piràmide de població per edats i sexe el 2009 era:
| Homes | Edats   | Dones |
| ----- | ------- | ----- |
| 0     | 95 o +  | 0     |
| 0     | 90 a 94 | 0     |
| 0     | 85 a 89 | 0     |
| 0     | 80 a 84 | 0     |
| 4     | 75 a 79 | 0     |
| 0     | 70 a 74 | 4     |
| 0     | 65 a 69 | 0     |
| 4     | 60 a 64 | 0     |
| 0     | 55 a 59 | 0     |
| 4     | 50 a 54 | 4     |
| 0     | 45 a 49 | 4     |
| 4     | 40 a 44 | 0     |
| 0     | 35 a 39 | 4     |
| 4     | 30 a 34 | 0     |
| 0     | 25 a 29 | 0     |
| 0     | 20 a 24 | 0     |
| 8     | 15 a 19 | 0     |
| 0     | 10 a 14 | 4     |
| 4     | 5 a 9   | 0     |
| 0     | 0 a 4   | 0     |

## Economia
El 2007 la població en edat de treballar era de 25 persones, 18 eren actives i 7 eren inactives. De les 18 persones actives 17 estaven ocupades (10 homes i 7 dones) i 1 aturada (1 home). De les 7 persones inactives 3 estaven jubilades, 2 estaven estudiant i 2 estaven classificades com a «altres inactius».
Activitats econòmiques
L'any 2000 a Avesnes hi havia 5 explotacions agrícoles que ocupaven un total de 270 hectàrees.

## Poblacions properes
El següent diagrama mostra les poblacions més properes.